# Expresso Aeroporto
O Expresso Aeroporto foi uma empresa de transporte coletivo por ônibus brasileira, localizada na cidade de Porto Alegre.

## Histórico
Operou com micro-ônibus entre os anos 1950 e 60, na região do Aeroporto Salgado Filho, próximo ao bairro Humaitá e da saída da cidade, na zona norte. Foi extinta ainda na década de 1960.